# 陈清霞
陳清霞，GBS，JP，香港律师，行政會議成員，港区省级政协委员联谊会副会长、香港天津联谊会名誉会长，第十一、十二、十三、十四届全國政協香港委員。現年68歲。

## 生平
1996年，陳清霞獲選為香港特別行政區第一屆政府推選委員會第二界別委員。
2008年，陳清霞當選第十一屆全國政協委員，代表中華全國婦女聯合會，分入第二十組。2018年1月，當選第十三屆全國政協委員。
2022年4月，獲第六屆行政長官參選人李家超委任為選舉代理人。
2022年7月起，擔任行政會議非官守議員。